# Трухан Віталій Геннадійович
Віталій Геннадійович Трухан (8 вересня 1994, м. Чернігів — 12 березня 2022, м. Маріуполь) — головний сержант підрозділу Національної гвардії України, учасник російсько-української війни, який загинув під час російського вторгнення в Україну.

## Життєпис
Народився 8 вересня 1994 року в м. Чернігові. 
Навчався в ліцеї № 15 та ЗОШ № 35 м. Чернігова. 
Вступив до Харківського національного університету цивільного захисту населення на спеціальність «рятувальник». Але навчання не закінчив – у 2014 році перед однією з вечірніх перевірок в казармі зібрав речі у мішок з-під борошна й вирушив до зони АТО .
З 2014 року брав участь в АТО/ООС. Одним із перших долучився до добровольчого батальйону «Чернігів», де служив з травня 2014 року. За рік перевівся до полку «Азов» і переїхав до Маріуполя . Спочатку був кулеметником, а згодом навчався у Військовій школі імені полковника Євгена Коновальця, після закінчення сам став викладати, був головним сержантом полку, керував курсом базової бойової підготовки при школі . 
21 лютого 2022 року, за лічені дні до російського вторгнення, Віталій відправив дружину Марину з дітьми до батьків у Чернігів .
На момент російського вторгнення в Україну проходив службу в ОЗСП «Азов». Командував обороною північної частини Маріуполя .
Загинув 12 березня 2022 року в боях з російськими окупантами під час оборони м. Маріуполя.  Тіло не змогли повернути сім'ї .
Залишилися дружина, батьки та двоє синів, Матвій і Геннадій .

## Нагороди
- орден «За мужність» III ступеня (2022, посмертно) — за особисту мужність і самовіддані дії, виявлені у захисті державного суверенітету та територіальної цілісності України, вірність військовій присязі, зразкове виконання службового обов'язку.

## Вшанування пам'яті
- 12 березня 2023, у річницю загибелі Віталія, у Чернігові провели турнір присвячений пам’яті Віталія Трухана "Біжу за Біцуху". Змагання провели у 15 ліцеї, де навчався "Біцуха" [4].
- У Чернігові на фасаді ліцею, де він навчався, з’явився мурал з його портретом [2]
- У Військовій школі імені Євгена Коновальця назвали табір 1-го навчально-механізованого батальйону його іменем [2]